# Geokichla gurneyi
Geokichla gurneyi là một loài chim trong họ Turdidae.